# Ludvig IV. Dijete
Ludvig IV. Dijete (* rujan ili listopad 893. u Altöttingu; † 20. ili 24. rujna 911. vjerojatno u Frankfurtu na Majni) bio je jedini legitimni sin cara Arnulfa Karantanskog. Ludvig je 4. veljače 900. u dobi od otprilike sedam godina okrunjen za kralja Istočne Franačke pri čemu je njegova krunidba najstarija zabilježena krunidba nekog istočnofranačkog kralja.
Unatoč svojoj dječjoj dobi postao je središtem državnoga života. Zbog dječje dobi i čestih bolesti nije mogao samostalno vladati tako da su stvarni vladari bili plemstvo i biskupi što navodi na sumnju da su ga postavili za kralja upravo zbog toga.
U ratovima s Mađarima Ludvig nije imao uspjeha. Njegova vojska je 910. teško poražena. 
Ludvig Dijete umro je 20. ili 24. rujna 911. vjerojatno u Frankfurtu na Majni u dobi od 18 godina. S njim je izumrla njemačka linija dinastije Karolinga.
Plemstvo je nakon njegove smrti izabralo za kralja Konrada I.